# Frances Peck Grover
Frances Peck Grover (* 17. April 1886 in Longmont, Colorado als Frances Havergal Peck; † 8. Mai 1961 in Evanston, Illinois) war eine US-amerikanische Filmkritikerin und Journalistin. Sie veröffentlichte ihre Kritiken unter dem Pseudonym Mae Tinee.

## Leben
Frances Peck Grover arbeitete als Journalistin für Zeitschriften wie den Denver Republican und die Denver Times, bevor sie nach ihrer Scheidung von ihrem Ehemann nach Chicago zog, um ab 1911 für die überregionale Tageszeitung Chicago Tribune zu arbeiten. Nachdem sie als Theaterkritikerin begonnen hatte, folgte sie 1914 Audrie Alspaugh, der ersten etablierten Filmkritikerin der USA, als Filmkritikerin. Während Alspaugh ihre Kritiken noch unter dem Pseudonym Kitty Kelly veröffentlichte, wählte Grover in Anspielung an Matinees den Künstlernamen Mae Tinee. Sie blieb bis 1945 beim Tribune und ihre Nachfolgerin Anna Nangle übernahm schließlich ihr Pseudonym.
Grover war eine der wenigen Filmkritiker, die den Filmklassiker Citizen Kane nicht positiv bewertete. Sie nannte den „Film bizarr genug, um ein Museumsstück zu werden“ und der Verzicht auf Einfachheit zugunsten der Exzentrik raube ihm die Unterscheidungskraft und den allgemeinen Unterhaltungswert.
Sie war in ihrem Leben Zweimal verheiratet. 1905 heiratete sie Vatier Loring Barnes in Denver. Nach der Scheidung heiratete sie später Jerry G. Grover, dessen Familienname sie übernahm.